# Kentaro Yano (mathématicien)
Pour les articles homonymes, voir Kentaro Yano.
Kentaro Yano (né le 1er mars 1912 et mort le 25 décembre 1993) est un mathématicien japonais. Il a contribué au théorème de Bochner-Yano (en) dans le domaine de la géométrie différentielle.

## Publications
- Les espaces à connexion projective et la géométrie projective des paths, Iasi, 1938
- Geometry of Structural Forms (ja), 1947
- Groups of Transformations in Generalized Spaces, Tokyo, Akademeia Press, 1949
- avec Salomon Bochner: Curvature and Betti Numbers, Princeton University Press, Annals of Mathematical Studies, 1953[2]
- The Theory of Lie Derivatives and its Applications, North-Holland, 1957 (ISBN 978-0-7204-2104-0).
- Differential geometry on complex and almost complex spaces, Macmillan, New York 1965
- Integral formulas in Riemannian Geometry, Marcel Dekker, New York 1970
- avec Shigeru Ishihara: Tangent and cotangent bundles: differential geometry, New York, M. Dekker 1973
- avec Masahiro Kon: Anti-invariant submanifolds, Marcel Dekker, New York 1976[3]
- Morio Obata (ed.): Selected papers of Kentaro Yano, North Holland 1982
- avec Masahiro Kon: CR Submanifolds of Kählerian and Sasakian Manifolds, Birkhäuser 1983[4]
- avec Masahiro Kon: Structures on Manifolds, World Scientific 1984